# Филадельфия (аэропорт)
Международный аэропорт Филадельфии (англ. Philadelphia International Airport) — является самым крупным аэропортом города Филадельфия, штат Пенсильвания, США. Третий по величине и главный международный хаб авиакомпании US Airways. Аэропорт обслуживает рейсы в США, Канаду, Латинскую Америку, Европу, на Средний Восток и острова Карибского моря. Большая часть аэропорта расположена в Филадельфии. Международный терминал и западная часть поля находится в посёлке Тиникум (округ Делавэр).

## История
С 1925 года Национальная гвардия штата Пенсильвания использовала территорию, на которой сейчас расположен аэропорт, как тренировочный аэродром. В 1940 году Чарльз Линдберг упомянул эту территорию, как Муниципальный аэропорт города Филадельфия (англ. Philadelphia Municipal Airport), однако до 1940 года в нём не было соответствующего здания терминала. Как только терминал Филадельфии был завершен (на восточной стороне поля) авиакомпании Eastern Air Lines, American Airlines, Trans World Airlines и United Airlines начали совершать туда полёты. В 1950 году у аэропорта было 4 взлетно-посадочные полосы (4, 9, 12 и 17), но все не длиннее 1,646 метров (5,400 футов). К 1956 году полосу 9 увеличили до 2,220 метров (7,284 фута), а в 1959 она была уже длинной 2,896 метров (9,500 футов). Полоса 12 в том же году была закрыта. До начала 1970-х в аэропорту не произошло много изменений: была закрыта 4 полоса и открыта 9R длинной 3,202 метров (10,506 футов).

### Использование в период Второй Мировой войны
Во время Второй Мировой войны военно-воздушные силы армии Соединённых Штатов использовали аэропорт для тренировок пилотов воздушного корпуса.
После атаки на Пёрл-Харбор филадельфийский истребительный авиаполк обеспечивал противовоздушную оборону округа Делавэр и аэропорта. На протяжении всей войны в аэропорту Филадельфии были образованы и обучены различные группы пилотов истребителей и бомбардировщиков, после чего они были переданы в филадельфийский истребительный авиаполк, где оставались до перевода на передовые аэродромы или за границу, на помощь союзникам.
В июне 1943 года территория аэропорта переданы службе военно-воздушного снабжения, где специальные учебные подразделения 855-й армии ВВС США ремонтировали и делали капитальный ремонт самолётов, после чего возвращали их на фронт, где они участвовали в боевых действиях. Кроме того учебное командование Армии ВВС США создали школу, обучавшую ремонту и эксплуатации радио оборудования.
В течение 1945 года ВВС США сократило использование аэропорта в военных целях и уже в сентябре этого года он полностью перешёл под гражданский контроль.

### После войны
В 1945 году Муниципальный аэропорт Филадельфии стал международным, когда American Overseas Airlines начали совершать прямые рейсы в Европу. На короткое время это стало единственной возможностью без посадки пересечь океан. В декабре 1953 года был открыт новый терминал. Старые части современных терминалов B и C были построены в конце 1950-х.

### 1980—2000 годы
В 1978 году авиакомпания Altair Airlines, согласно закону об авиаперевозках, смогла сделать региональный хаб в аэропорту Филадельфии с ближнемагистральным авиалайнером Fokker F28. Altair Airlines была основана в 1967 году и совершала рейсы в Рочестер (Нью-Йорк), Хартфорд (Коннектикут) и Флориду пока не обанкротилась в ноябре 1982. В середине 1980-х авиакомпания Eastern Air Lines открыла хаб в терминале C. К концу 1980-х Eastern перестала совершать рейсы, продав в 1989 году свой хаб в аэропорту и часть самолётов авиакомпании Midway Airlines; обе они были закрыты в 1991 году. В течение 1980-х авиакомпания US Airways также создала свой хаб в аэропорту Филадельфии. US Airways стала доминирующей компанией в PHL в 1980-х и 1990-х годах. В 2004 году Southwest Airlines объявила о своем намерении начать полёты из аэропорта, бросая вызов US Airways по некоторым её маршрутам. Southwest Airlines до сих пор крупнейший конкурент US Airways в аэропорту.

### Настоящее время
Сегодня Международный аэропорт Филадельфии является одним из самых загруженных аэропортов в мире и одним из самых быстрорастущих в Соединённых Штатах. Её статус как центр US Airways и рост Southwest Airlines помогли достичь рекордного уровня пассажирских перевозок. В 2004 году в общей сложности 28,507,420 пассажиров летели через аэропорт Филадельфии, это на 15,5 % больше по сравнению с 2003 годом. В 2005 году 31,502,855 пассажиров летели через PHL, на 10 % больше, чем в 2004 году. В 2006 году 31,768,272 пассажиров путешествовали через аэропорт, что на 0,9 % больше, чем в 2005.

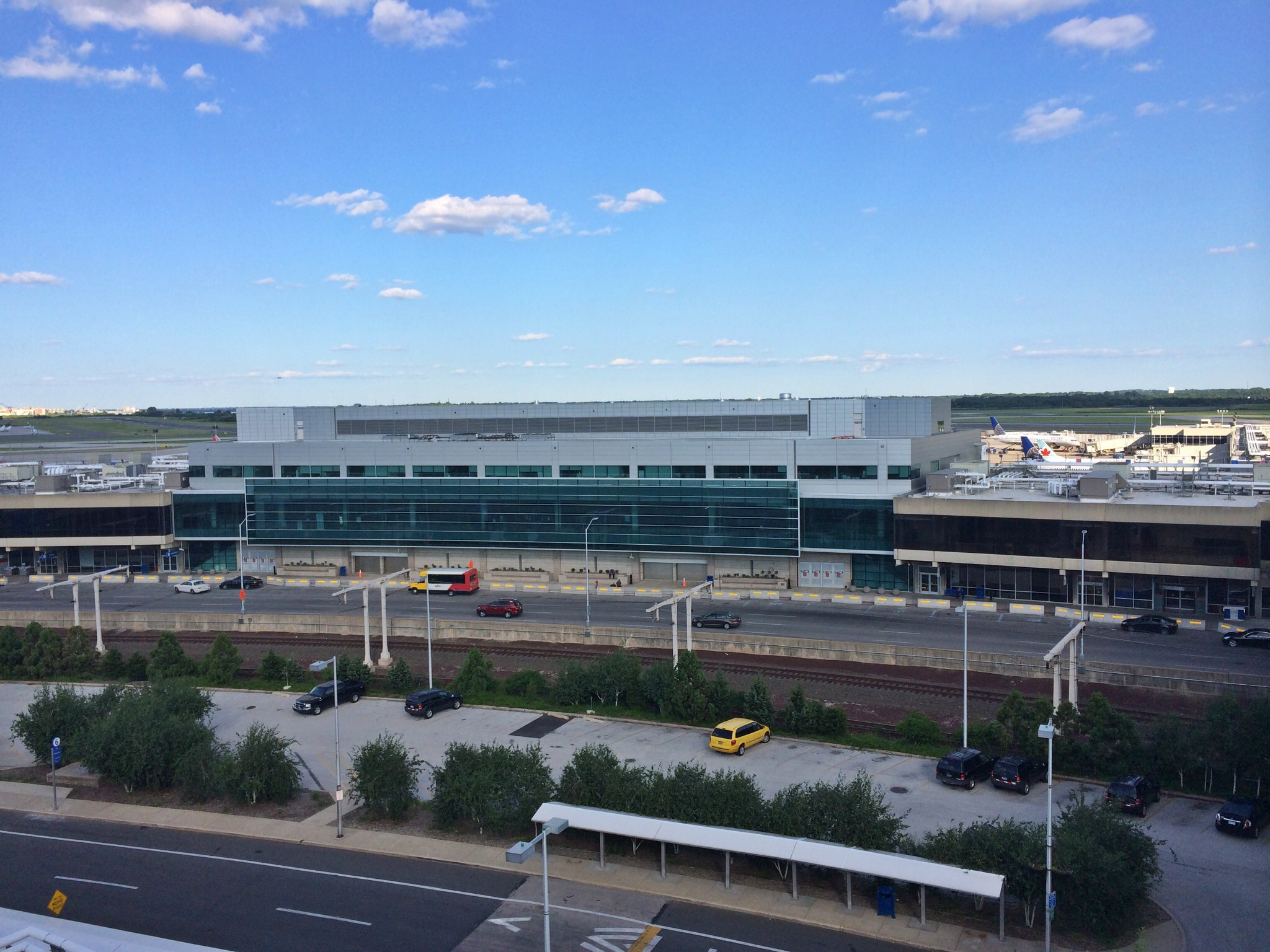
Совместная зона проверки терминалов D и E

Такой рост не происходит без трудностей. Есть некоторые нерешенные вопросы в том, какой рост пассажиропотока может произойти. Аэропорт представил схемы, при которых терминал и взлетно-посадочные полосы достигают полного использования и таким образом он остаётся крупнейшим в мире без подземных систем заправки самолётов, поэтому топливо доставляется в каждый самолёт отдельно. Эти факторы привели к перегруженности и задержкам рейсов для всех перевозчиков. Кроме того, на стоянке аэропорта стали брать большую плату. Отсутствие свободного места (при общем количестве 17 000 парковочных мест) в аэропорту стало обычным явлением. Тем не менее, сотрудники аэропорта имеют амбициозные планы на строительство нового терминала и взлетно-посадочной полосы для расширения и для решения этих вопросов. Southwest недавно завершил строительство совместной зоны регистрации терминалов D и Е и одну большую зону проверки пассажиров для двух терминалов. Аэропорт входит в список наиболее загруженных аэропортов мира. Всего за 2010 год аэропорт провел 460 779 взлетов и посадок.

## Экономическое значение
Международный аэропорт Филадельфии важен для Филадельфии и штата Пенсильвания. Авиационное Бюро штата сообщило, что общее экономическое влияние аэропортов штата в 2004 году составило 22 миллиарда долларов из которых 63 % это аэропорт Филадельфии.

## Транспорт
Такси взимают фиксированную ставку, в настоящее время 25 долларов, для перевозки от аэропорта до центра города Филадельфии. Также работает региональный сервис железнодорожного сообщения между аэропортом и центром города Филадельфия. Стоимость проезда составляет около 5 долларов, с возможностью оплаты на станции или на борту. Неограниченный проездной на день также можно приобрести либо на станции, либо на борту.
Прокат автомобилей осуществляет ряд компаний, каждая из которых предоставляет автобус из терминала до своего офиса.
Для студентов и местных школ, таких как Университет Пенсильвании, Университет Вилланова, Суортмор-колледж, Хаверфордский колледж и Университет Сент-Джозеф традиционно работают автобусы в аэропорт в самые загруженные периоды, такие как весна и каникулы на День благодарения.

## Происшествия
- 14 января 1951 года рейс 84 из Ньюаркa авиакомпании National Airlines разбился при посадке в Филадельфии. Самолет выкатился за пределы взлетно-посадочной полосы, пробил ограждение и упал в кювет, в результате чего оторвалось левое крыло и из-за повреждения топливных баков самолет загорелся. Всего в этой катастрофе погибло 7 человек, одна из которых стюардесса Фрэнки Хаусли, спасшая 10 человек, которая потеряла свою жизнь, пытаясь спасти ребёнка.
- 19 июля 1989 рейс 232 United Airlines должен был прилететь в Филадельфию после полета в Денвер и Чикаго. Во время полета экипаж потерял управление самолетом DC-10 в результате отказа двигателя. Самолет разрушился во время аварийной посадки на взлетно-посадочной полосе в Су-Сити, штат Айова, погибли 110 из 285 пассажиров и один из 11 членов экипажа. Ещё один пассажир скончался от полученных ранений через 31 день после аварии.
- 7 февраля 2006 года грузовой самолет UPS загорелся во время полета и совершил вынужденную посадку в международном аэропорту Филадельфии. Никто не получил серьёзных травм, кроме отравления дымом. Самолет горел на земле в течение нескольких часов. Были трудности в получении грузового манифеста, чтобы определить, есть ли опасные материалы на борту, из-за путаницы протокола. Однако, несмотря на эти сложности, сотрудникам аэропорта, включая сотрудников противопожарных служб, удалось успешно решить проблему без инцидентов, травм или серьёзных нарушений в аэропорту.

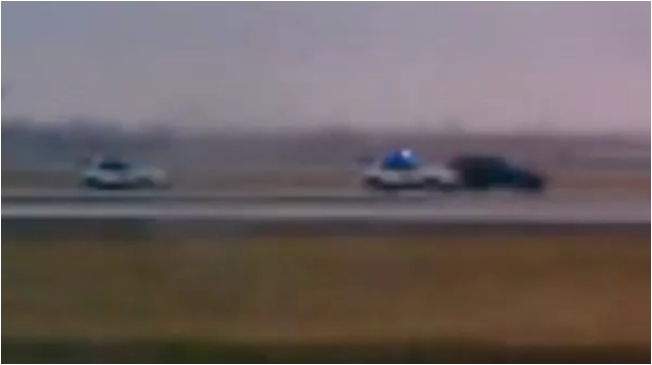
Кеннет Мазик (справа)

- 16 ноября 2008 года рейсу 4551 US Airways Express в Филадельфию пришлось сделать вынужденную посадку, в результате неполадок на борту. Из 35 пассажиров и 3 членов экипажа, пострадавших нет.
- 7 ноября 2009 года загорелся двигатель у самолета Delta MD-88 (рейс 1016), следующего из Международного аэропорта Хартсфилд-Джексон Атланта в Международный аэропорт Филадельфии. Все находящиеся на борту 138 пассажиров были эвакуированы без травм.
- 29 октября 2010 года два самолета United Parcel Service прибывшие из Йемена были тщательно обследованы службами безопасности, так как на другом самолете UPS, прилетевшего из Йемена, была найдена бомба. Однако, никаких подозрительных предметов на борту не было найдено.
- 28 марта 2011 года в корпусе самолета авиакомпании US Airways Boeing 737-400, выполнявшего рейс из Филадельфии в Шарлотт, было найдено пулевое отверстие. Пострадавших не было.
- 1 марта 2012 года 24-летний Кеннет Мазик ворвался на своем чёрном Jeep Grand Cherokee на территорию аэропорта, пробив ворота. Аэропорт был впоследствии закрыт на 35 минут. Никто не пострадал, а Мазик был доставлен в больницу Университета штата Пенсильвания для обследования на предмет употребления наркотиков.